# Hermann Lüning
Hermann Lüning (* 5. November 1814 in Gütersloh; † 12. August 1874 in Zürich) war ein deutscher Germanist. Er war der erste Edda-Übersetzer sowie Autor einiger Schulbücher.
Seine Eltern waren der protestantische Pastor Johann Friedrich Lüning und dessen Ehefrau Johanna Luisa Amalia Velhagen. Sein Bruder Otto Lüning war ein bekannter Publizist und Mitglied des preußischen Abgeordnetenhauses, sein Bruder August Lüning Mediziner.

## Leben
Er besuchte nach der Übersiedelung des Vaters nach Schildesche das Bielefelder Gymnasium und ging Ostern 1833 an die Universität Greifswald, um dort Theologie zu studieren. Er beschäftigte sich aber vorzugsweise unter Johann Gottfried Ludwig Kosegarten (dem Sohn des Dichters Ludwig Gotthard Kosegarten) mit orientalischen Sprachen sowie bei Georg Friedrich Schömann mit klassischer Philologie. Während seines Studiums wurde er 1833 Mitglied der Alten Greifswalder Burschenschaft/Arminia Greifswald und 1834 Mitglied im burschenschaftlichen Lesekränzchen-, Gesellschaft der Volksfreunde- und Waffenklub Greifswald.
Bei der allgemeinen Verfolgung der deutschen Burschenschaften nach dem Frankfurter Attentat wurde Lüning nach sechswöchentlicher Haft relegiert und hatte einige Zeit lang eine Hauslehrerstelle bei einem Landedelmann im Großherzogtum Posen inne. 1837 ging er nach Breslau, wurde abermals verhaftet und nach Silberberg in Schlesien abgeführt (gerade als Fritz Reuters Festungszeit daselbst aufhörte), bloß weil er in Greifswald einem Kränzchen angehört hatte, in welchem freisinnige politische Schriften gelesen und besprochen wurden. Im Zuge der Demagogenverfolgung wurde er im Schwarzen Buch der Frankfurter Bundeszentralbehörde (Eintrag Nr. 1.058) festgehalten.
Während seiner dreijährigen Festungshaft (er war zu sechs Jahren verurteilt) verlegte er sich namentlich auf das Studium des Altdeutschen.
Beim Regierungsantritt Friedrich Wilhelms IV. wurde auch er amnestiert und begab sich nach Halle (Saale), um seine Wissenschaft wieder aufzunehmen; 1843 wollte er das Oberlehrerexamen ablegen, wurde aber plötzlich von der Polizei von Halle ausgewiesen und lebte nun geraume Zeit als Journalist und Privatgelehrter in Bielefeld.
1845 erhielt er eine Stelle an einem Privatinstitut in Zürich und 1848 wurde er als Lehrer der deutschen Sprache und Geschichte an die Kantonsschule in Zürich (Industrieabteilung) gewählt, ein Amt, das Lüning bis zu seinem Tod am 12. August 1874 treulich versah.

## Werke (Auswahl)
- Schulgrammatik der neuhochdeutschen Sprache für die unteren und mittleren Classen höherer Unterrichtsanstalten, Secundarschulen etc. Verlags-Comptoir, Frauenfeld 1853. (Digitalisat).
- Altnordische Texte, 1859 (Digitalisat)
- Etwas über die deutsche Orthographie. Zürcher & Furrer, Zürich 1865. (Beilage zu: Programm der Kantonsschule in Zürich; 1865). (Digitalisat).

Gemeinschaftlich mit Ignaz Sartori zwei Bände eines deutschen Lesebuchs:
- Deutsches Lesebuch für die untern und mittlern Klassen höherer Schulen (Gymnasien, Industrieschulen u.s.w.). Zürich 1861–1878.

In der wissenschaftlichen Welt ist sein Name bekannt geworden durch:
- Die Edda, eine Sammlung altnordischer Götter- und Heldenlieder. Urschrift mit erklärenden Anmerkungen, Glossen und Einleitung, altnordischer Mythologie und Grammatik. Meyer & Zeller, Zürich 1859. (Digitalisat).

„die erste wichtige Gabe, die von Deutschland aus den Isländern gebracht wird“